# Barcamenandoci
Barcamenandoci è un film del 1984 diretto da Antonio Bido.

## Trama
Andrea e Isabelle costruiscono pazientemente una barca sul terrazzo della loro casa che dovrebbe allontanarli dalla monotonia della routine quotidiana.

## Distribuzione
Il film venne distribuito nel circuito cinematografico italiano il 11 maggio 1984.